# Lime (fruit)
Pour les articles homonymes, voir Lime.
Ne doit pas être confondu avec Limette.

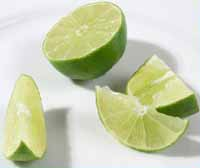
Quartiers de lime.

Lime entière et coupée.

La  lime, lime acide ou citron vert est un agrume. « Lime » est l'appellation la plus utilisée au Canada alors que l'appellation « citron vert » est davantage utilisée en France. C'est le fruit du limettier, arbuste de la famille des Rutacées, dont il existe deux espèces : Citrus latifolia et Citrus aurantiifolia. Elles sont originaires d'Asie du Sud-Est.

## Présentation
Epineux, très ramifié avec des branches fines, le limettier acide porte des feuilles alternes, persistantes, coriaces, ovales, vert foncé intense, avec un bord discrètement festonné. Leur froissement est très aromatique.
Sa floraison abondante explose vers mars-avril, mais elle se manifeste également un peu toute l'année, à l'aisselle des feuilles, avec des petites fleurs blanches étoilées, solitaires ou réunies en grappes, peu odorantes.
La fructification qui suit la floraison donne des petits citrons plus ou moins arrondis, n'excédant pas 5 cm de diamètre, à l'écorce verte, fine et lisse. Récoltés avant maturité, les jus et zeste de l'agrume sont utilisés en cuisine caribéenne, asiatique et entrent dans la composition du ti-punch.
La pulpe, aux reflets verts, n'a pratiquement pas de pépins, elle est juteuse et acide. Le pH de la lime gallet (C. aurantiifolia) est de 2,1 à 2,4 (très acide), celui de la lime de Perse (C. latifolia) est plus doux avec 3,7 à 3,9. Pour mémoire, celui du citron commun — de type Lisboa — est intermédiaire, de 2,4 à 3.
Le citron vert, peu calorique, est un antioxydant, riche en vitamine C, en calcium, magnésium, phosphore, fer et fibres.
On extrait de l'huile essentielle qui est utilisée en cosmétique, parfumerie et phytothérapie notamment pour ses vertus stimulantes.

## Dénomination
Le sanskrit निम्बू, nimbū donne le persan  لیمو limu, via l'arabe ليمون, laymūn, et passe de l'espagnol lima, au français lime en 1555, alors que limon désigne le citron au XVIIe siècle, termes ensuite transmis à l'anglais lime et lemon (citron). Lima est en espagnol un nom générique qui recouvre diverses espèces. Il s'ensuit une confusion qui a gagné le français où lime désigne des fruits acides mais aussi des fruits doux.

### Lime acide ou citron vert
Le mot usuel citron vert est employé en français depuis le début du XVIIIe siècle (à cette époque il désigne aussi la poire cultivar Lucine), pour désigner un citron récolté ou utilisé vert. C'est à la fin du siècle que le mot citron vert est associé à une lime (« le citron de Madère, gros comme une noix de muscade qu'on envoie tout confit de nos îles d'Amérique », 1771), c'est-à-dire le fruit de C. aurantiifolia.
Le fruit de C. latifolia, quant à lui, est arrivé en France tardivement au XXe siècle (en 1928, Désiré Bois ne connait ni la plante ni le fruit). Il a été appelé citron vert.
Pour la désignation du fruit, l'imprécision demeure, y compris dans les dictionnaires, citron vert étant utilisé pour trois fruits C. aurantiifolia, C. latifolia et C. limon récolté vert (terme lui-même ambigu qui peut signifier immature ou de couleur verte mais mûr).
En botanique, le citron vert désigne la plante Citrus aurantiifolia (qui produit la lime des Antilles, ou lime gallet) alors que Citrus latifolia est appelée limettier de Perse, limettier Tahiti ou simplement limettier,.

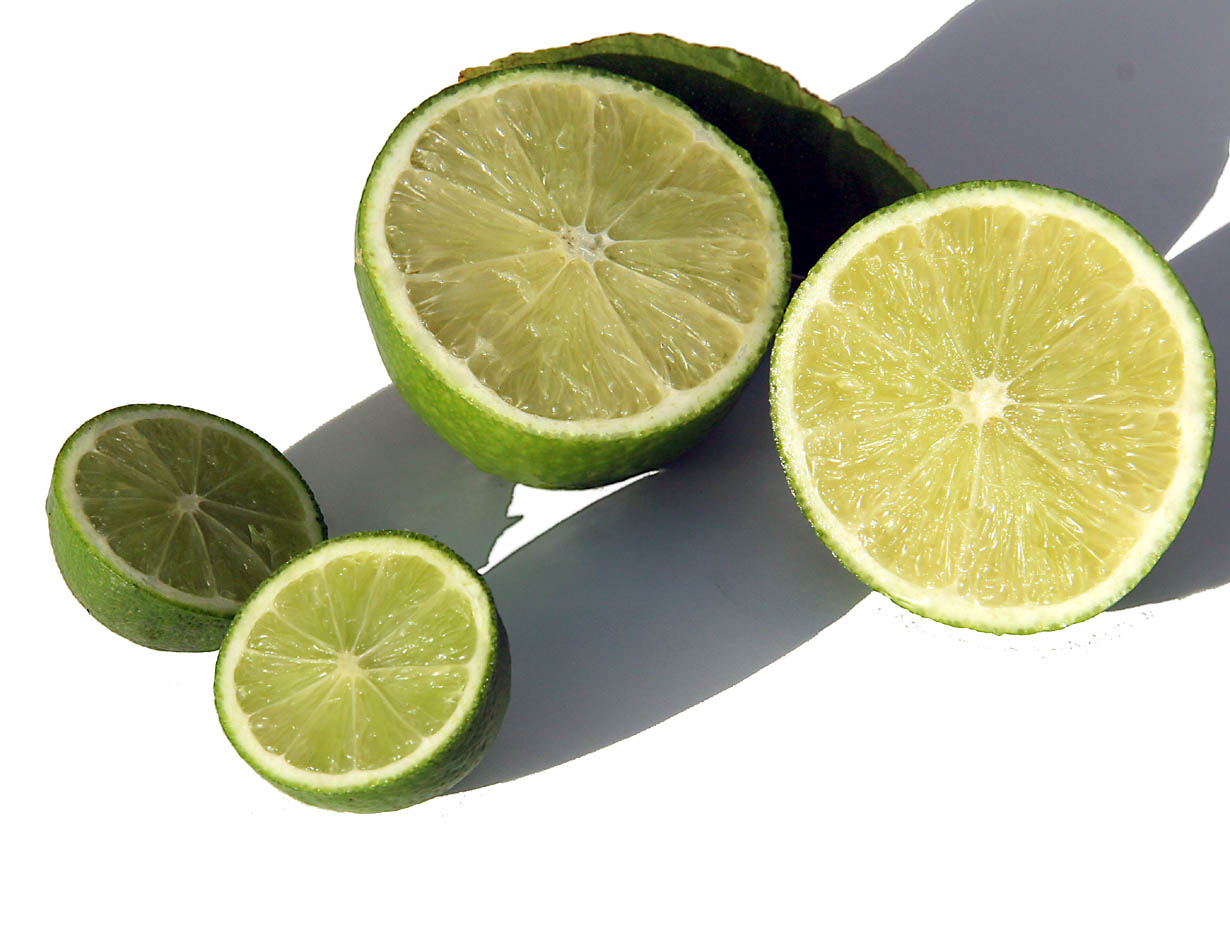
Coupe de lime des Antilles et de lime de Perse.

Aux Antilles les limes (Citrus aurantiifolia) sont appelées citron pays (sitwon péyi), lime antillaise, citron punch, petit citron vert, etc.

### Autres limes
- La lime méditerranéenne, citron doux ou lime de Palestine (C. limettioides), est une limette douce cultivée du Moyen-Orient aux Indes. Il en existe divers cultivars dont un portugais particulièrement doux, devenu brésilien et un peu plus acide.
- La lime de Tunisie, limette douce (C. limetta), le mousambi des indiens et le limu Shirin iranien (qui signifie citron doux en persan).
- La lime Rangpur (C. limonia), au jus acide et aromatique. Cultivée en Inde et populaire au Brésil sous le nom de Limão-cravo, utilisée comme condiment et comme porte-greffe. Limão-galego peut désigner la lime Rangpur ou la lime de Perse selon les endroits du monde lusophone où on le cultive. Également lima Canton en espagnol.
- Les limes australes, les divers fruits d'Océanie prennent parfois le nom de lime en français, par exemple « lime digitée » (lime dactyliforme serait plus exact) pour Microcitrus australasica (dont le nom citron caviar devient usuel) et Microcitrus australis.
- la lime pursha (C. x limonia) ou lime douce de Rome, petit arbre aux petits fruits décoratifs - origine incertaine.

Qu'elle soit acide ou douce, la lime n'est pas une variété de citron (C. limon).

## Historique
Les limes acides étaient inconnues de l'antiquité occidentale (tout comme le citron acide), les descriptions botaniques sont tardives : 1913 pour la lime Gallet par Swingle, 1951 par Tanaka pour la lime de Perse.
La culture commerciale des limes commence au XXe siècle.

## Cultivars

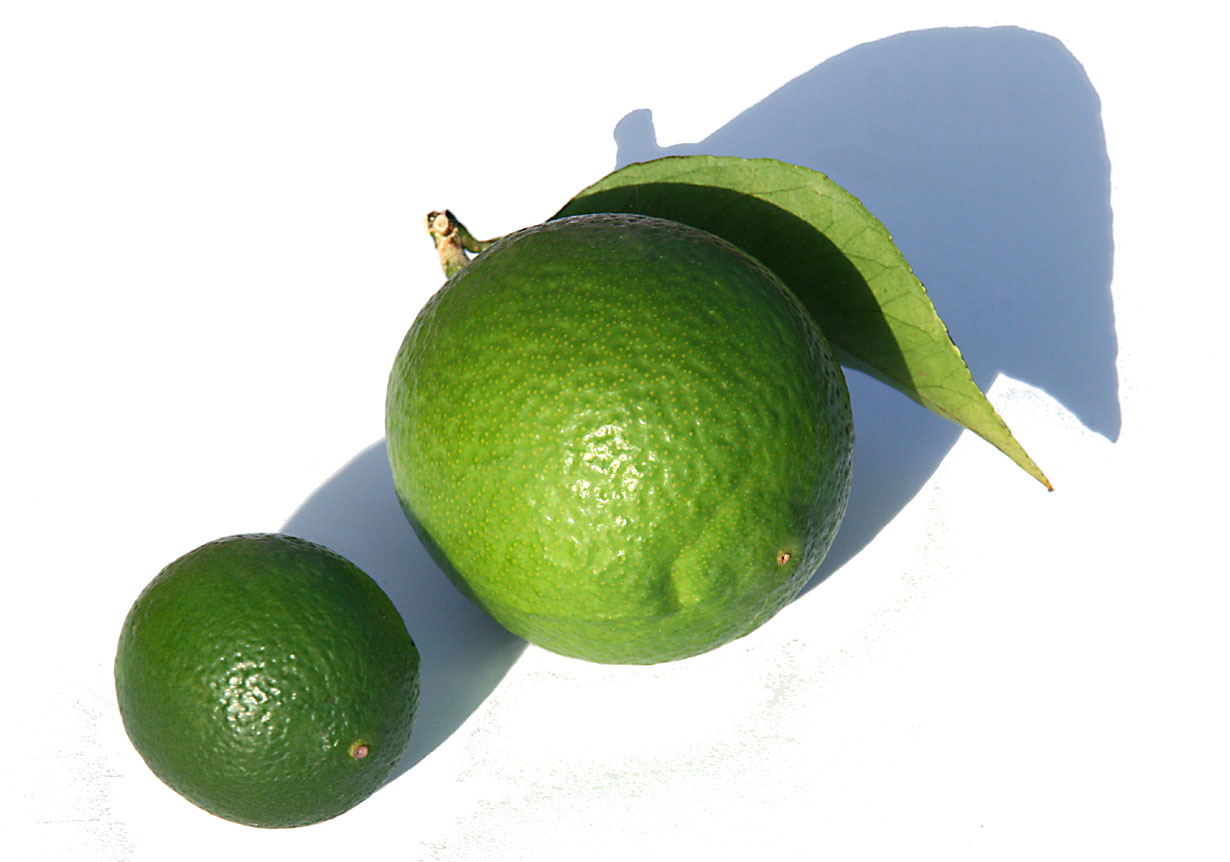
Lime des Antilles petite et ronde (C. aurantiifolia) et lime de Perse à droite (C. latifolia).

### Limes à petit fruits
Les variétés courantes de C. aurantiifolia sont :
- la lime « citron gallet » ;
- la lime mexicaine dite « Mexicana » : difficile à cultiver en Europe continentale, rusticité USDA 10a à 11 : se défolie dès 4 °C ;
- la lime Kirck ou « des Antilles » de culture facile en climat tempéré chaud ;
- les italiennes : lime « Neapolitanum » « de Naples», et lime « La Valetta » moins sensible au froid ;
- l'andalouse : lima de Malaisia.

### Limes à gros fruits
C. latifolia n'a qu'une seule variété :
- la lime de Tahiti ou de Perse. Vigoureuse et de meilleure rusticité (Zones USDA 8a à 11) que C. aurantiifolia, elle est largement cultivée aux États-Unis, en Andalousie, en Tunisie. La lime Bearss qui serait un semis heureux californien[12], n'est plus considérée aujourd'hui comme une variété de la précédente[13].

## Production
| Année                 | 2003       | 2003  | 2004       | 2004  |
| --------------------- | ---------- | ----- | ---------- | ----- |
| Mexique               | 1 824 890  | 15 %  | 1 824 890  | 15 %  |
| Inde                  | 1 420 000  | 11 %  | 1 420 000  | 12 %  |
| Iran                  | 1 040 000  | 8 %   | 1 100 000  | 9 %   |
| Espagne               | 1 070 600  | 9 %   | 1 050 000  | 9 %   |
| Argentine             | 1 236 278  | 10 %  | 950 000    | 8 %   |
| Brésil                | 950 000    | 8 %   | 950 000    | 8 %   |
| États-Unis d'Amérique | 939 000    | 8 %   | 732 000    | 6 %   |
| Chine                 | 583 161    | 5 %   | 618 300    | 5 %   |
| Italie                | 548 808    | 4 %   | 550 000    | 5 %   |
| Turquie               | 500 000    | 4 %   | 535 000    | 4 %   |
| Autres pays           | 2 369 578  | 19 %  | 2 373 843  | 20 %  |
| Total                 | 12 482 315 | 100 % | 12 104 033 | 100 % |

## Utilisation

### Huile essentielle
L'essence de citron vert est extraite de Citrus aurantiifolia et est utilisée comme thérapeutique ou en parfumerie-cosmétique. Elle est photosensibilisante.

### Cuisine
La lime s'utilise en cuisine sucrée chez les occidentaux (tarte au citron vert, glace et sorbets, marmelades...).
C'est un ingrédient des cocktails tropicaux comme le ti-punch des Antilles, la margarita, la caipirinha du Brésil et surtout du Mojito cubain. On la retrouve aussi sous forme de quartiers insérés dans le goulot des bouteilles de bières mexicaines comme la Corona.
En cuisine salée, elle entre dans la composition du ceviche, en Inde on en fait du lime pickle, au sel, au vinaigre et souvent relevé. La sopa de lima du Yucatán (soupe de poulet, légumes, tortillas et lime) se fait avec une lime douce.
Le jus de lime met en valeur la papaye.

### Propriétés et risque médical
Il exerce les mêmes effets d’interactions médicamenteuses que le pomelo.

### Analyse nutritionnelle
| Limes crues (valeur nutritive pour 100g) |                          |                          |                              |
| eau : 90,79 g                            | cendres totales : 0,31 g | fibres : 2,8 g           | valeur énergétique : 23 kcal |
| protéines : 0,42 g                       | lipides : 0,07 g         | glucides : 8,42 g        | sucres simples : 1,69 g      |
| oligo-éléments                           |                          |                          |                              |
| calcium : 14 mg                          | fer : 0,09 mg            | magnésium : 8 mg         | phosphore : 14 mg            |
| potassium : 117 mg                       | cuivre : 0,027 mg        | sodium : 2 mg            | zinc : 0,08 mg               |
| vitamines                                |                          |                          |                              |
| vitamine C : 30,0 mg                     | vitamine B1 : 0,025 mg   | vitamine B2 : 0,015 mg   | vitamine B3 : 0,142 mg       |
| vitamine B5 : 0,123 mg                   | vitamine B6 : 0,038 mg   | vitamine B9 : 0 µg       | vitamine B12 : 0,00 µg       |
| vitamine A : 50 UI                       | rétinol : 0 µg           | vitamine E : 0,15 µg     | vitamine K : 0,6 µg          |
| acides gras                              |                          |                          |                              |
| saturés : 0,009 g                        | mono-insaturés : 0,008 g | poly-insaturés : 0,023 g | cholestérol : 0 mg           |